# Michigan Soo Indians

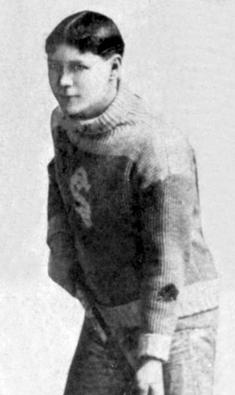
Frank Switzer med Michigans Soo Indians.

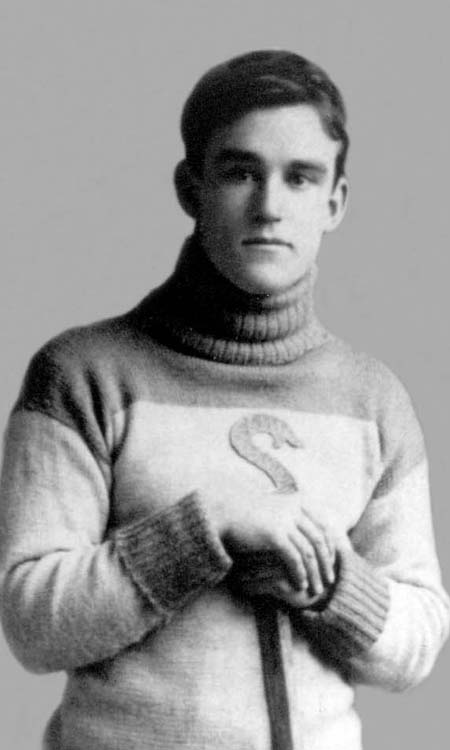
William "Pud" Hamilton med Michigans Soo Indians.

Michigan Soo Indians, eller American Soo Indians, var ett amerikanskt professionellt ishockeylag från Sault Ste. Marie, Michigan, som spelade i IPHL åren 1904–1907.

## Historia
Michigan Soo Indians var ett av de fem lag som säsongen 1904–05 var med och startade International Professional Hockey League, IPHL, den första helprofessionella ishockeyligan i Nordamerika. De andra lagen var Calumet-Laurium Miners och Portage Lakes Hockey Club från norra Michigan, Pittsburgh Professionals från Pennsylvania samt Canadian Soo från Ontario.
Första säsongen i IPHL, 1904–05, slutade Michigan Soo Indians i mitten av tabellen efter att ha samlat ihop 21 poäng på 24 matcher. Andra säsongen i ligan, 1905–06, utmanade Indians om slutsegern men trots att laget hade överlägset bäst målskillnad med +69 slutade man två poäng bakom Portage Lakes Hockey Club. Lagets stjärnspelare Didier Pitre gjorde 41 mål på 22 matcher.
Tredje och sista säsongen i IPHL, 1906–07, hade Indians återigen bäst målskillnad men slutade som nästjumbo efter att ha samlat ihop 22 poäng på 24 matcher, tio poäng bakom Portage Lakes HC. 
Michigan Soo Indians spelare Didier Pitre och Jack Laviolette, som båda representerade klubben i IPHL under tre säsonger åren 1904–1907, skulle senare gå vidare och bli viktiga hörnstenar i bygget av Montreal Canadiens i NHA och NHL.

## IPHL
M = Matcher, V = Vinster, F = Förluster, O = Oavgjorda, GM = Gjorda mål, IM = Insläppta mål, P = Poäng

### 1904–05
| Lag                      | M  | V  | F  | O | GM  | IM  | P  |
| ------------------------ | -- | -- | -- | - | --- | --- | -- |
| Calumet-Laurium Miners   | 24 | 18 | 5  | 1 | 131 | 75  | 37 |
| Houghton-Portage Lakes   | 24 | 15 | 7  | 2 | 98  | 81  | 32 |
| Michigan Soo Indians     | 24 | 10 | 13 | 1 | 81  | 79  | 21 |
| Pittsburgh Professionals | 24 | 8  | 15 | 1 | 82  | 114 | 17 |
| Canadian Soo             | 24 | 6  | 17 | 1 | 97  | 140 | 13 |

### 1905–06
| Lag                      | M  | V  | F  | O | GM  | IM  | P  |
| ------------------------ | -- | -- | -- | - | --- | --- | -- |
| Houghton-Portage Lakes   | 24 | 19 | 5  | 0 | 105 | 70  | 38 |
| Michigan Soo Indians     | 24 | 18 | 6  | 0 | 126 | 57  | 36 |
| Pittsburgh Professionals | 24 | 15 | 9  | 0 | 121 | 84  | 30 |
| Calumet Miners           | 24 | 7  | 17 | 0 | 48  | 108 | 14 |
| Canadian Soo             | 24 | 1  | 23 | 0 | 56  | 137 | 2  |

### 1906–07
| Lag                      | M  | V  | F  | O | GM  | IM  | P  |
| ------------------------ | -- | -- | -- | - | --- | --- | -- |
| Houghton-Portage Lakes   | 24 | 16 | 8  | 0 | 102 | 102 | 32 |
| Canadian Soo             | 24 | 13 | 11 | 0 | 124 | 123 | 26 |
| Pittsburgh Professionals | 25 | 12 | 12 | 1 | 94  | 82  | 25 |
| Michigan Soo Indians     | 24 | 11 | 13 | 0 | 103 | 88  | 22 |
| Calumet Wanderers        | 25 | 8  | 26 | 1 | 96  | 124 | 17 |

Tabeller från hockeyleaguehistory.com

## Spelare
| Namn                      | Födelsedatum & Ort                                 | Position       | Säsonger  |
| ------------------------- | -------------------------------------------------- | -------------- | --------- |
| Joseph "Chief" Jones      | 18 december 1879, Renfrew, Ontario                 | Målvakt        | 1903–1907 |
| Frank Switzer             | 13 december 1882, Stratford, Ontario               | Ytterforward   | 1903–1907 |
| William "Pud" Hamilton    | 10 februari 1874, Kingston, Ontario                | Back           | 1903–1907 |
| Joseph H. "Joe" Stephens  | 13 maj 1881, Seaforth, Ontario                     | Rover          | 1903–1905 |
| Fred Lake                 | 13 februari 1883, Moosomin, Saskatchewan           | Forward        | 1903–04   |
| Andy Haller               | Hancock, Michigan                                  | Back           | 1903–04   |
| Herman E. "Dutch" Meinke  | Berlin, Ontario                                    | Center         | 1903–04   |
| Con Marrin                |                                                    | Center & Rover | 1903–04   |
| Jack C. Baker             |                                                    | Back           | 1903–04   |
| Didier Pitre              | 1 september 1883, Salaberry-de-Valleyfield, Quebec | Forward        | 1904–1907 |
| Jack Laviolette           | 27 augusti 1879, Belleville, Ontario               | Högerforward   | 1904–1907 |
| Edward "Ted" Howell       | 28 januari 1876, Paris, Ontario                    | Back           | 1904–1906 |
| William "Jigger" Robinson | 3 februari 1882, Kingston, Ontario                 | Center         | 1904–05   |
| George McCarron           | Quebec, Quebec                                     | Vänsterforward | 1904–05   |
| Frederick "Bike" Young    | 9 januari 1886, Kingston, Ontario                  | Vänsterforward | 1904–05   |
| Aeneas "Reddy" McMillan   | 20 juni 1881, Cornwall, Ontario                    | Vänsterforward | 1905–06   |
| William "Lady" Taylor     | 4 oktober 1882, Brantford, Ontario                 | Center & Rover | 1905–06   |
| Alfred "Cap" McDonald     | 17 september 1877, Mattawa, Ontario                | Back           | 1905–06   |
| Jack Ward                 | Rat Portage, Ontario                               | Forward        | 1906–07   |
| Pete Charlton             | 10 april 1881, New Ferry, England                  | Back           | 1906–07   |
| Harold McNamara           | 3 augusti 1889, Randolph, Ontario                  | Back           | 1906–07   |
| Frank Clifton             | 28 november 1883, Alliston, Ontario                | Center         | 1906–07   |

Källor: Society for International Hockey Research, cchockeyhistory.org samt The Origins and Development of the International Hockey League and its effect on the Sport of Professional Ice Hockey in North America av Daniel S. Mason.